# I-League 2011-12
I-League 2011–12 là mùa giải thứ năm của I-League, giải bóng đá cao nhất trong hệ thống bóng đá Ấn Độ. Mùa giải bắt đầu từ tháng 10 năm 2011 và kết thúc vào tháng 5 năm 2012. Salgaocar là đương kim vô địch, sau khi giành chức vô địch ở mùa giải trước.
Mùa giải hiện tại có 14 đội bóng, bao gồm 12 đội bóng từ mùa giải 2010–11 và 2 đội bóng lên hạng, Shillong Lajong và Sporting Clube de Goa, tương ứng là các đội vô địch và á quân của I-League 2nd Division 2011.

### Sân vận động và địa điểm
| Đội bóng                  | Địa điểm  | Sân vận động                   | Sức chứa |
| ------------------------- | --------- | ------------------------------ | -------- |
| Air India                 | Mumbai    | Cooperage Ground               | 12,000   |
| Chirag United Club Kerala | Kannur    | Sân vận động Quốc tế Kaloor    | 60,000   |
| Churchill Brothers        | Salcette  | Sân vận động Fatorda           | 27,300   |
| Dempo                     | Panjim    | Sân vận động Fatorda           | 27,300   |
| East Bengal               | Kolkata   | Sân vận động Salt Lake         | 120,000  |
| HAL                       | Bangalore | Sân vận động bóng đá Bangalore | 15,000   |
| Mohun Bagan               | Kolkata   | Sân vận động Salt Lake         | 120,000  |
| Mumbai                    | Mumbai    | Cooperage Ground               | 12,000   |
| Pailan Arrows             | Kolkata   | Sân vận động Salt Lake         | 120,000  |
| Prayag United             | Kolkata   | Sân vận động Salt Lake         | 120,000  |
| Pune                      | Pune      | Balewadi Sports Complex        | 20,000   |
| Salgaocar                 | Vasco     | Sân vận động Fatorda           | 27,300   |
| Shillong Lajong           | Shillong  | Sân vận động Jawaharlal Nehru  | 25,000   |
| Sporting Clube de Goa     | Panjim    | Sân vận động Fatorda           | 27,300   |

### Thay đổi huấn luyện viên
In chronological order from the bottom
| Đội bóng                  | Huấn luyện viên đi | Hình thức đi | Ngày trống           | Vị trí trong bảng xếp hạng | Huấn luyện viên đến    | Ngày bổ nhiệm        |
| ------------------------- | ------------------ | ------------ | -------------------- | -------------------------- | ---------------------- | -------------------- |
| Mohun Bagan               | Subhash Bhowmick   | Caretaker    | 1 tháng 6 năm 2011   | Trước mùa giải             | Steve Darby            | 19 tháng 7 năm 2011  |
| Churchill Brothers        | Drago Mamic        | Caretaker    | 1 tháng 6 năm 2011   | Trước mùa giải             | Manuel Gomes           | 9 tháng 6 năm 2011   |
| Pailan Arrows             | Des Bulpin         | Sa thải      | 13 tháng 8 năm 2011  | Trước mùa giải             | Sukhwinder Singh       | 13 tháng 8 năm 2011  |
| Chirag United Club Kerala | P. K. Unnikrishnan | Sa thải      | 1 tháng 10 năm 2011  | Trước mùa giải             | Pakir Ali              | 2 tháng 10 năm 2011  |
| Mohun Bagan               | Steve Darby        | Từ chức      | 15 tháng 10 năm 2011 | Trước mùa giải             | Prasanta Banerjee      | 18 tháng 10 năm 2011 |
| Pailan Arrows             | Sukhwinder Singh   | Từ chức      | 7 tháng 2 năm 2012   | thứ 13                     | Sujit Chakravarty      | 8 tháng 2 năm 2012   |
| Churchill Brothers        | Manuel Gomes       | Sa thải      | 14 tháng 2 năm 2012  | thứ 5                      | Carlos Roberto Pereira | 15 tháng 2 năm 2012  |
| Chirag United Club Kerala | Pakir Ali          | Sa thải      | 18 tháng 2 năm 2012  | thứ 12                     | Biswajit Bhattacharya  | 18 tháng 2 năm 2012  |

### Cầu thủ nước ngoài
| Câu lạc bộ           | Cầu thủ 1                                                                   | Cầu thủ 2                                                                   | Cầu thủ 3                                                                   | Cầu thủ châu Á                                                              |
| -------------------- | --------------------------------------------------------------------------- | --------------------------------------------------------------------------- | --------------------------------------------------------------------------- | --------------------------------------------------------------------------- |
| Air India            | Henry Ezeh                                                                  | Lamine Tamba                                                                |                                                                             | Takayuki Omi                                                                |
| Chirag United Kerala | Isaac Boakye                                                                | Charles Dzisah                                                              | David Sunday                                                                | Không có                                                                    |
| Churchill Brothers   | Roberto Mendes Silva                                                        | Henry Antchouet                                                             | Nbusiyu David Opara                                                         | Antun Kovacic                                                               |
| Dempo                | Ranty Martins                                                               | Koko Sakibo                                                                 | Densill Theobald                                                            | Yusuke Kato                                                                 |
| East Bengal          | Edmilson                                                                    | Uga Samuel Okpara                                                           | Penn Orji                                                                   | Tolgay Özbey                                                                |
| HAL                  | Joseph Femi Adeola                                                          |                                                                             |                                                                             | Rohit Chand                                                                 |
| Mohun Bagan          | Jose Ramirez Barreto                                                        | Hudson Lima Silva                                                           | Odafe Onyeka Okolie                                                         | Không có                                                                    |
| Mumbai               | Kingsley Chioma                                                             | Gbeneme Friday                                                              | Ebi Sukore                                                                  | Zohib Islam Amiri                                                           |
| Pailan Arrows        | Pailan Arrows don't use foreigners as they are an Indian Developmental Side | Pailan Arrows don't use foreigners as they are an Indian Developmental Side | Pailan Arrows don't use foreigners as they are an Indian Developmental Side | Pailan Arrows don't use foreigners as they are an Indian Developmental Side |
| Prayag United        | Josimar                                                                     | Yusif Yakubu                                                                | Bello Razaq                                                                 | Kayne Vincent                                                               |
| Pune                 | Keita Mandjou                                                               | Pierre Djidjia Douhou                                                       | Arata Izumi                                                                 | Chika Wali                                                                  |
| Salgaocar            | Luciano Sabrosa                                                             | Maxime Belouet                                                              | Chidi Edeh                                                                  | Ryuji Sueoka                                                                |
| Shillong Lajong      | James Gbilee                                                                | Johnny Menyongar                                                            | Christopher Chizoba                                                         | Matthew Mayora                                                              |
| Sporting Goa         | Boubacar Keita                                                              | Ogba Kalu Nnanna                                                            | James Moga                                                                  | Park Jae-Hyun                                                               |

### Thay đổi chủ sở hữu
| Câu lạc bộ                | Chủ sở hữu mới                | Chủ sở hữu trước              | Ngày                |
| ------------------------- | ----------------------------- | ----------------------------- | ------------------- |
| Pailan Arrows             | Pailan Group                  | Liên đoàn bóng đá Ấn Độ       | 31 tháng 7 năm 2011 |
| Prayag United             | Prayag Group                  | RP-Chirag                     | 3 tháng 8 năm 2011  |
| Chirag United Club Kerala | Chirag Computers              | Viva Kerala Group             | 7 tháng 8 năm 2011  |
| Shillong Lajong           | Anglian Holdings (20% stake)1 | Anglian Holdings (20% stake)1 | 29 tháng 2 năm 2012 |

- 1: Anglian Holdings only brought 20% in Shillong Lajong. The rest of the club is still owned by Shillong Lajong plc.

## Bảng xếp hạng
Bản mẫu:I-League 2011–12 table

## Từ thiện trong mùa giải
IMG Reliance và I-League chung tay với chiến dịch loại trừ bệnh bại liệt mang tên India Unite to End Polio Now. IUEPN là tổ chức thuộc Aidmatrix Foundation, được hỗ trợ bởi UNICEF, và một nỗ lực hợp tác giữa Bộ Y tế và Phúc lợi Gia đình (MOHFW), Tổ chức Y tế Thế giới (WHO), Dự án Giám sát Bại liệt Quốc gia (NPSP), Rotary Quốc tế và Trung tâm Kiểm soát Bệnh tật Hoa Kỳ (CDC).

## Thống kê mùa giải

### Vua phá lưới
| Thứ hạng | Cầu thủ             | Câu lạc bộ           | Bàn thắng |
| -------- | ------------------- | -------------------- | --------- |
| 1        | Ranti Martins       | Dempo                | 32        |
| 2        | Odafe Onyeka Okolie | Mohun Bagan          | 26        |
| 3        | Tolgay Özbey        | East Bengal          | 18        |
| 3        | Henry Antchouet     | Churchill Brothers   | 18        |
| 5        | James Moga          | Sporting Goa         | 16        |
| 5        | Mandjou Keita       | Pune                 | 16        |
| 7        | Yusif Yakubu        | United SC            | 12        |
| 8        | Josimar             | United SC            | 11        |
| 8        | Ogba Kalu           | Sporting Goa         | 11        |
| 10       | Gbeneme Friday      | Mumbai               | 10        |
| 10       | David Sunday        | Chirag United Kerala | 10        |

### Vua phá lưới người Ấn Độ
| Thứ hạng | Cầu thủ            | Câu lạc bộ           | Bàn thắng |
| -------- | ------------------ | -------------------- | --------- |
| 1        | Chinadorai Sabeeth | Pailan Arrows        | 9         |
| 1        | Manandeep Singh    | Air India            | 9         |
| 3        | Abdul Hamza        | HAL                  | 8         |
| 3        | C.K. Vineeth       | Chirag United Kerala | 8         |
| 5        | Sandesh Gadkari    | Air India            | 7         |
| 5        | Subhash Singh      | Pune                 | 7         |
| 7        | Dawson Fernandes   | Sporting Goa         | 6         |
| 7        | Clifford Miranda   | Dempo                | 6         |
| 7        | Lalrindika Ralte   | Churchill Brothers   | 6         |

### Hat-trick
| Cầu thủ             | Đội bóng              | Đối thủ               | Kết quả                                               | Ngày                 |
| ------------------- | --------------------- | --------------------- | ----------------------------------------------------- | -------------------- |
| Odafe Onyeka Okolie | Mohun Bagan           | Pailan Arrows         | 3–1                                                   | 23 tháng 10 năm 2011 |
| James Moga          | Sporting Clube de Goa | Salgaocar             | 4–2                                                   | 5 tháng 11 năm 2011  |
| Josimar             | United SC             | Pune                  | 5–1                                                   | 5 tháng 11 năm 2011  |
| Tolgay Ozbey        | East Bengal           | HAL                   | 8–1                                                   | 23 tháng 11 năm 2011 |
| Henry Antchouet     | Churchill Brothers    | Shillong Lajong       | 6–0                                                   | 17 tháng 12 năm 2011 |
| N. D. Opara         | Churchill Brothers    | Sporting Clube de Goa | 5–0                                                   | 28 tháng 12 năm 2011 |
| Odafe Onyeka Okolie | Mohun Bagan           | Churchill Brothers    | 3–2                                                   | 15 tháng 1 năm 2012  |
| N. D. Opara         | Churchill Brothers    | Chirag United Kerala  | 4–0                                                   | 4 tháng 4 năm 2012   |
| Rohit Chand         | HAL                   | Pune                  | 4–6 Lưu trữ ngày 5 tháng 1 năm 2013 tại archive.today | 10 tháng 4 năm 2012  |
| Gbeneme Friday      | Mumbai                | HAL                   | 5–1 Lưu trữ ngày 5 tháng 1 năm 2013 tại archive.today | 14 tháng 4 năm 2012  |
| David Sunday        | Chirag United Kerala  | East Bengal           | 3–4                                                   | 16 tháng 4 năm 2012  |
| Chinadorai Sabeeth  | Pailan Arrows         | Chirag United Kerala  | 3–0 Lưu trữ ngày 2 tháng 1 năm 2013 tại archive.today | 25 tháng 4 năm 2012  |

### Ghi bàn
- Bàn thắng đầu tiên của mùa giải: C.K. Vineeth cho Chirag United Club Kerala vào lưới HAL (22 tháng 10 năm 2011)[8]
- Bàn thắng nhanh nhất mùa giải: 3 phút – Anthony Pereira cho Dempo vào lưới Shillong Lajong (23 tháng 11 năm 2011)[9]
- Khoảng cách bàn thắng lớn nhất: 7 bàn
  - HAL 1-8 East Bengal (23 tháng 11 năm 2011)
- Số bàn nhiều nhất trong một trận đấu: 10 bàn
  - Pune 6-4 HAL (10 tháng 4 năm 2012)
- Số bàn nhiều nhất trong một trận đấu ghi bởi đội thua cuộc: 4 bàn
  - Pune 6-4 HAL (10 tháng 4 năm 2012)
- Số bàn nhiều nhất trong một trận đấu ghi bởi một cầu thủ: 4 bàn
  - Tolgay Ozbey cho East Bengal vào lưới HAL (23 tháng 11 năm 2011)
  - Gbeneme Friday cho Mumbai vào lưới HAL (14 tháng 4 năm 2012)

## Giải thưởng cuối mùa giải
- Cầu thủ xuất sắc nhất năm bình chọn bởi người hâm mộ —  Francis Fernandes
- Cầu thủ trẻ xuất sắc nhất năm của FPAI —  Manandeep Singh
- Cầu thủ nước ngoài xuất sắc nhất năm của FPAI —  Ranti Martins
- Cầu thủ Ấn Độ xuất sắc nhất năm của FPAI —  Syed Rahim Nabi
- Huấn luyện viên xuất sắc nhất năm của FPAI —  Trevor Morgan

## Đội hình tiêu biểu của năm của FPAI
Đội hình: 4-4-2

| Quốc gia    | Vị trí | Cầu thủ               | Câu lạc bộ         |
| ----------- | ------ | --------------------- | ------------------ |
| Ấn Độ       | GK     | Karanjit Singh        | Salgaocar          |
| Ấn Độ       | RB     | Deepak Mondal         | United SC          |
| Ấn Độ       | CB     | Mahesh Gawli          | Dempo              |
| Nigeria     | CB     | Uga Okpara            | East Bengal        |
| Ấn Độ       | LB     | Syed Rahim Nabi       | Mohun Bagan        |
| Ấn Độ       | RM     | Rocus Lamare          | Salgaocar          |
| Bờ Biển Ngà | CM     | Pierre Djidjia Douhou | Pune               |
| Brasil      | CM     | Beto                  | Churchill Brothers |
| Nigeria     | LM     | Penn Orji             | East Bengal        |
| Nigeria     | ST     | Odafe Onyeka Okolie   | Mohun Bagan        |
| Nigeria     | ST     | Ranti Martins         | Dempo              |
| Anh         | Coach  | Trevor Morgan         | East Bengal        |